# 佩雷莫哈 (利普齊市鎮)
50°7′2″N 36°40′0″E / 50.11722°N 36.66667°E
佩雷莫哈（烏克蘭語：Перемога）是位於烏克蘭東部的村莊，由哈爾科夫州哈爾科夫區的利普齊市鎮負責管轄。該村始建於1929年，面積0.82平方公里，海拔高度153米，2001年人口850，人口密度每平方公里1,036.6人。